# 菊池直人
菊池 直人（きくち なおと、1971年11月18日 - ）は、DRAGON GATEのリングアナウンサー。福岡県行橋市出身。身長163cm、体重58kg、血液型A型。

## エピソード
- IWAジャパンでリングアナウンサーとしてデビュー。その後、プロレス界から離れるがウルティモ・ドラゴンの誘いで闘龍門の旗揚げからリングアナとして参加。

- 2007年4月18日、菊池リングアナとDDTプロレスリング（以下、DDT）の新藤力也リングアナが登場し、DDTとDRAGON GATEの合同興行「DDG」がスタート。DDTの選手は新藤リングアナが、DRAGON GATEの選手は菊池リングアナがコールするという珍しい方式を行った。またその際、新藤リングアナに「ブーイングされて嫌われてるけど大丈夫？」と発言して場を盛り上げた。

- 各種イベント時にはほぼ同行しており、特にトークショーでは司会進行を務めることが多い。

- 試合中、リング傍の机に座ってタイムを計っているため、選手が間近に迫ることが多いが常に冷静に対応している。

- 場外乱闘時の「場外乱闘お下がりください。お気を付けください!」という注意喚起の際に一際大きい声を出す。

- 横須賀享のフィニッシュを間違えることが多い。

- ある選手の引退試合終了後のテンカウント時に、ゴングを10回鳴らすところを9回しか鳴らさなかったことがある。本人は「ワザとではありません。数え間違えただけです。」と述べている。